# Arboretum Wirty
Das Arboretum Wirty ist eine zu Studienzwecken angelegte Sammelpflanzung verschiedenartiger Bäume und Sträucher im nordpolnischen Wirty (deutsch Wirthy) der Woiwodschaft Pommern.
Das forstwissenschaftlich betriebene Arboretum umfasst eine 33,61 Hektar große Gesamtanlage mit über 700 verschiedenen Gehölzarten, die zu großen Teilen der Öffentlichkeit zur Naherholung und für Zwecke der Schul- und Volksbildung zur Verfügung steht. Daneben besteht ein naturwissenschaftliches Lehr-, Studien- und Aufzuchtszentrum. Ein Schwerpunkt der Ausbildung liegt in der Vermittlung ökologischer Aspekte. Der Baumgarten ging um 1875 aus einer königlichen Oberförsterei im westpreußischen Forstgutsbezirk Wirthy hervor. Seit 2005 wird das Arboretum zudem als Botanischer Garten geführt.

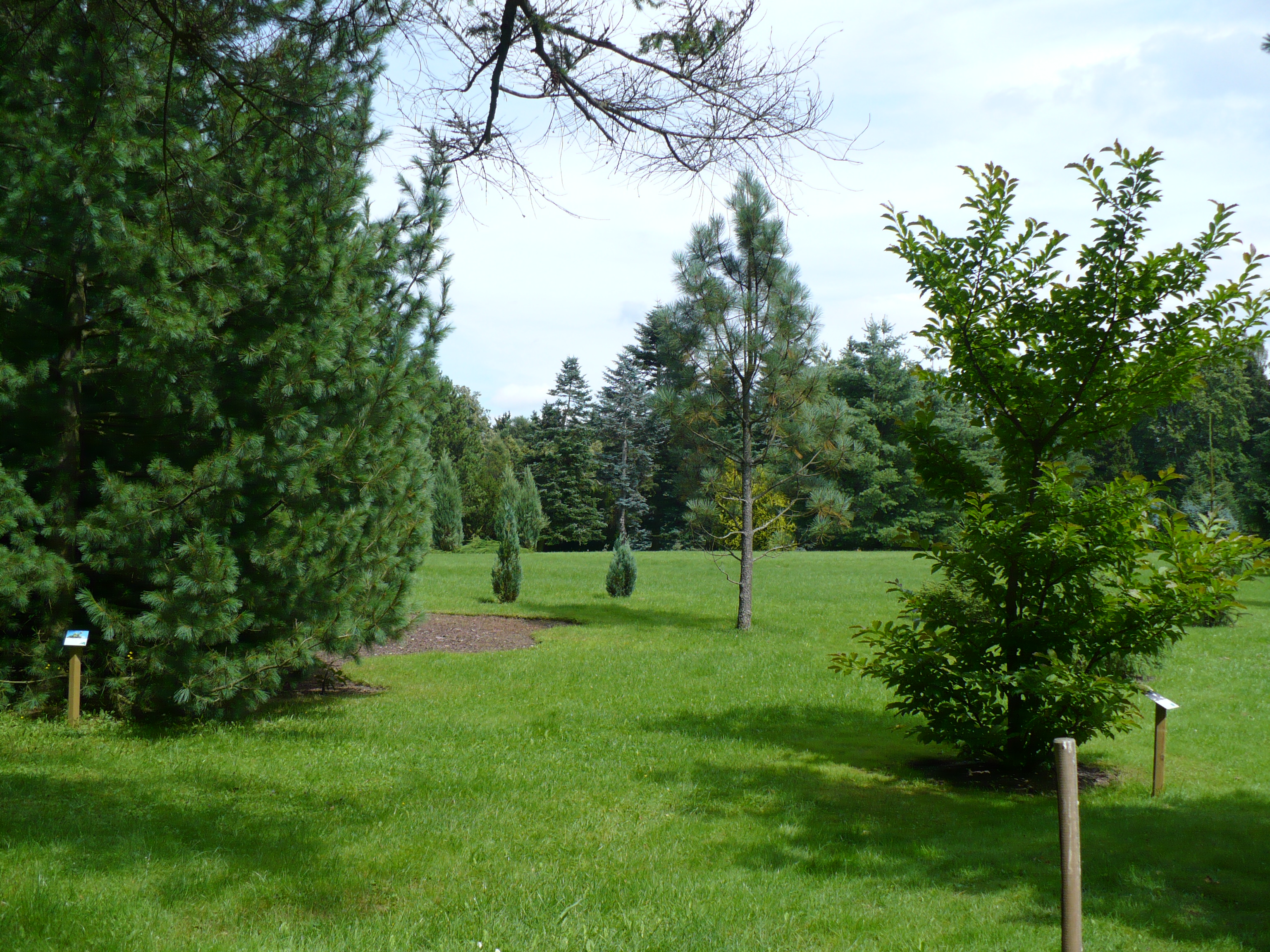
Arboretum Wirty im Juli 2007

## Geografische und naturräumliche Lage
Das Arboretum gehört zum Schulzenamt (sołectwo) Borzechowo (deutsch Bordzichow) in der nordpolnischen Landgemeinde Zblewo (deutsch Hochstüblau) im Powiat Starogardzki. Es liegt rund 6 Kilometer südöstlich von Zblewo, 14 Kilometer südwestlich von Starogard Gdański (deutsch Preußisch Stargard) und 56 Kilometer südlich von Danzig. Es befindet sich im westlichen Weichselraum auf dem Baltischen Landrücken und bildet den nordöstlichen Ausläufer der Tucheler Heide, einer typischen weichselglazialen Sanderfläche. Im Süden grenzen die Bordzichower Seen (heute Jezioro Borzechowskie Wielkie) an die Pflanzungen.

## Geschichte

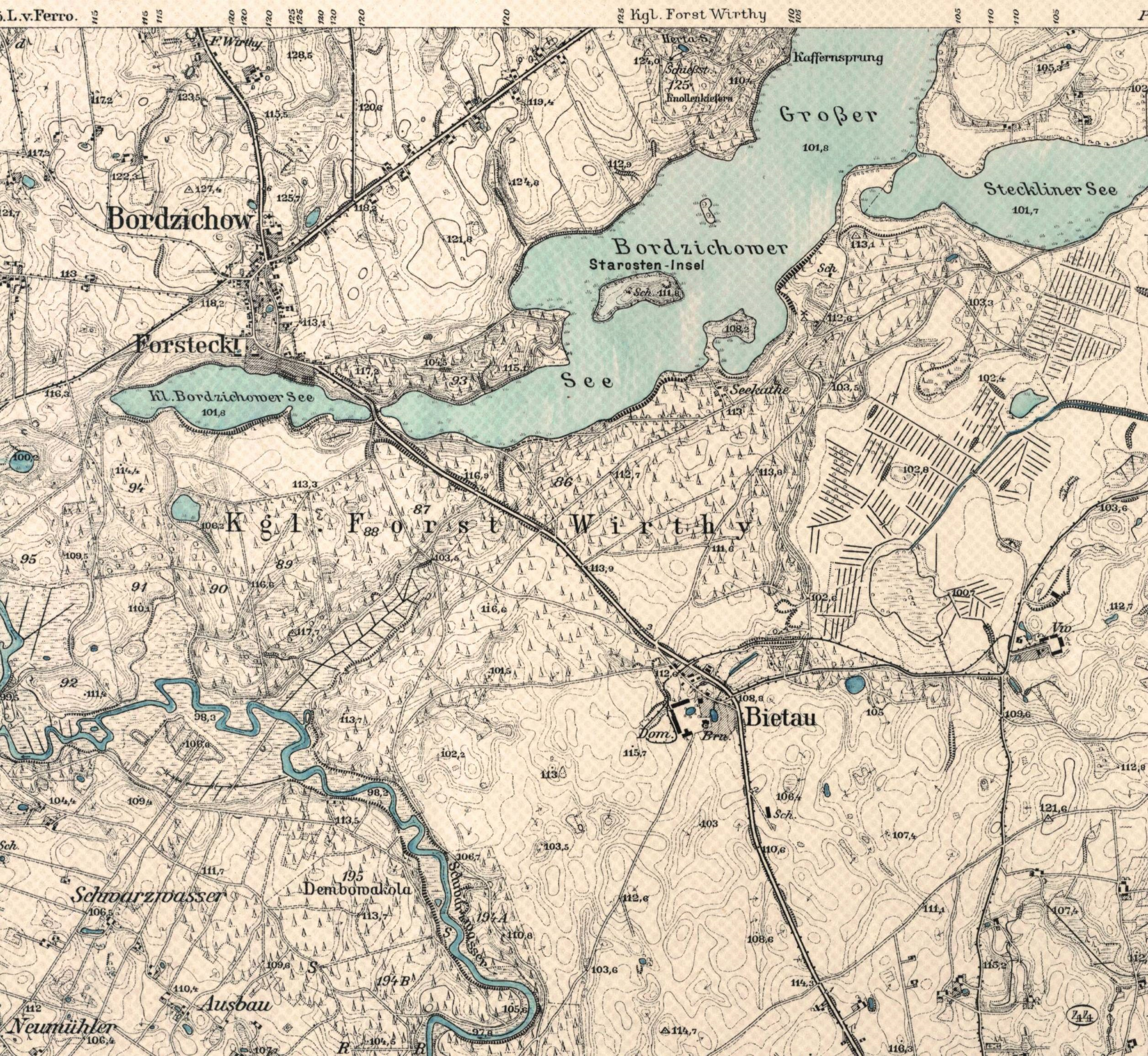
Königlicher Forst Wirthy und Umgebung. Preußische Landesaufnahme 1908, Messtischblatt (1:25.000)

Die Königlichen Forsten Wirthy bestanden bereits in der Frühen Neuzeit und erstreckten sich von Norden über die Bordzichower Seen nach Süden bis zum Schwarzwasser, einem linken Nebenfluss der Weichsel. Die königliche Oberförsterei in dem eher einförmigen Kiefernwald, der nach Angabe des westpreußischen Pfarrers und Historikers Bernhard Stadié auch das Forstetablissement Kaliska angehörte, lag nördlich der Seen und nördlich von Bordzichow. In der Novelle Die Abenteuer der Oijamitza beschreibt die auf dem nahegelegenen Landgut Budda geborene Schriftstellerin Elisabeth Siewert den Festumzug einer Forstgesellschaft.

### Gründung des Arboretums 1875 und Pflanzungen
Zur Versorgung der Forstsiedlungen Ostpreußens wurde in der Mitte des 19. Jahrhunderts an der Oberförsterei Wirthy eine Baumschule angelegt. 1867 trat Adam Puttrich (oft auch Putrich geschrieben) das Amt als königlicher Oberförster an, der Mitte der 1870er-Jahre die ersten exotischen Bäume anpflanzte. Zudem ließ er die Nutzwege der Baumschule mit Reihen von Obstbäumen versehen, die noch heute (Stand 2013) stehen. Da das exakte Jahr der ersten Pflanzung nicht mehr festzustellen ist, wird 1875 als Geburtsjahr des Arboretums genommen.
Im Jahr 1887 leitete Puttrich eine enge Zusammenarbeit mit dem Forstwissenschaftler Adam Schwappach ein, der Professor an der Forstakademie Eberswalde sowie Abteilungsdirigent bei der Hauptstation für das forstliche Versuchswesen in Preußen war, und erprobte zu dieser Zeit auf Versuchsflächen in Ostpreußen die Einführung von nicht ortsständigen, vor allem nordamerikanischen Bäumen. Nach diesem Vorbild schufen Putrich und Schwappach auch in Wirthy dreißig Versuchsflächen. Zu den ersten Pflanzungen zählten Traubeneichen (Quercus petraea, Syn.: Q. sessilis, Q. sessiliflora) und Roteichen (Quercus rubra), der offizielle Staatsbaum des US-Bundesstaates New Jersey. Später folgten unter anderem Pech-Kiefern (Pinus rigida), die im östlichen Nordamerika beheimatet sind, Douglasien (Pseudotsuga menziesii) und Riesen-Lebensbäume (Thuja plicata, Syn.: Thuja gigantea), deren natürliches Verbreitungsgebiet im westlichen Nordamerika von Alaska (57° n. Br.) bis nach Nordkalifornien (39° n. Br.) reicht.

### Erste Ergebnisse und klimatische Bedingungen

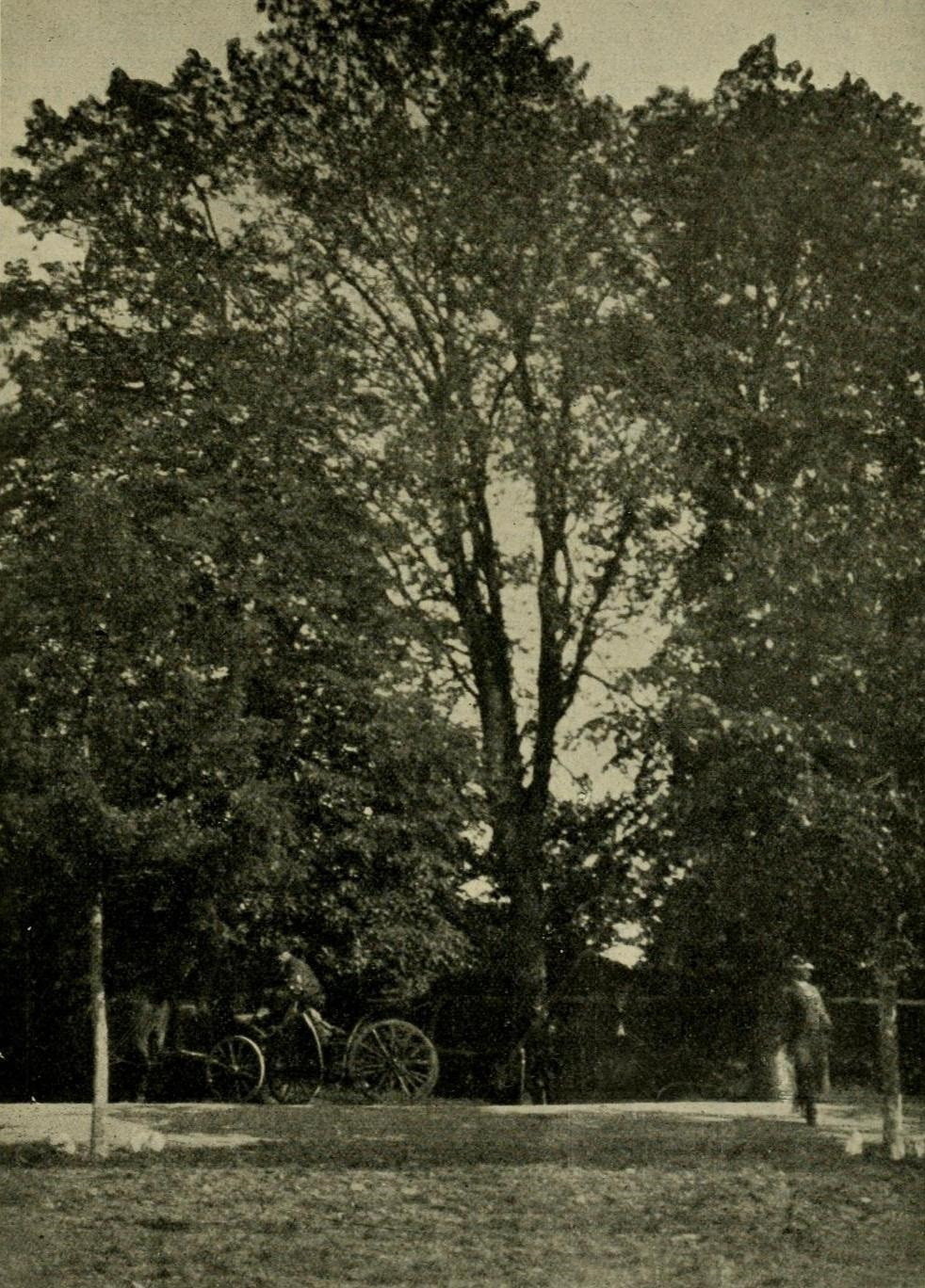
Elsbeere im Arboretum, 1911

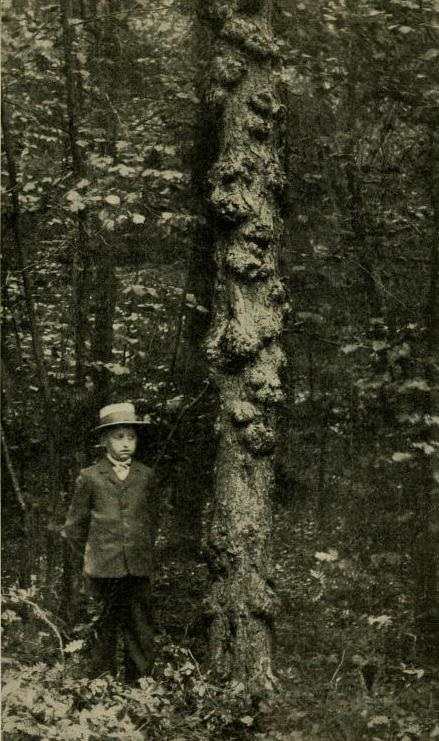
Waldkiefer im Arboretum, 1911. In den Mitteilungen der Deutschen Dendrologischen Gesellschaft als Beulenkiefer bezeichnet.

Im von Hugo Conwentz herausgegebenen Forstbotanischen Merkbuch erschien im Jahr 1900 ein erster Bericht über das Arboretum mit 22 Bildern. In den Jahren 1904 bis 1911 wurden exakte Messungen und Bewertungen über das Wachstum der inzwischen dreißig angesiedelten Arten durchgeführt. Die Fachleute kamen zu dem Ergebnis, dass die meisten dieser Arten zum größeren Anbau in der Region nicht geeignet seien. Der Regierungs- und Forstrat Herrmann aus Danzig fasste die Ergebnisse 1911 wie folgt zusammen:

„Total mißraten sind im Wirthyer Revier die Anbauversuche mit der österreichischen Kiefer, Pinus Laricio austriciaca, von der hier und da noch ein kusseliger Strauch übrig geblieben ist, und jene mit Pinus Jeffreyi und Pinus ponderosa, an die nichts mehr erinnert. […] Überblickt man zum Schluß noch einmal die Resultate […], so sind wir zu einem abschließenden Urteil nur über Pinus rigida gekommen; sie hat die in sie gesetzten Erwartungen nicht erfüllt. Dagegen hat sich Pinus Banksiana als Pionier, zur erstmaligen Kultur von Ödlandsböden und als Lückenbüßer in verlichteten Kiefernkulturen bewährt […]. Die Piceaarten scheinen für unser, immerhin trockneres Kieferngebiet und das ungünstige, rauhe Klima Westpreußens nicht in Frage zu kommen. Von den Tannen erscheint nur Abies concolor weiterer Versuche im großen würdig. Die Douglastanne hat in der grünen Form unter günstigen Standortsverhältnissen bisher auch hier wenigstens quantitativ Gutes geleistet […]; weitere Versuche erscheinen gerechtfertigt. Für die japanische Lärche werden wie für ihre europäische Schwester nur wenige Standorte bei uns in der westpreußischen Tiefebene in Frage kommen. Die Cupressineen kommen wohl nur zum Anbau in den geschütztesten Lagen und auf den besten und frischesten Böden für kleine Flächen und mehr aus forstästhetischen als aus waldbaulichen Gründen in Frage. – Quercus rubra scheint unser rauhes Klima gut zu vertragen.“

Bestimmende Faktoren für den Anbau waren, beziehungsweise sind zum einen die lehmig-sandigen, diluvialen Böden des ebenen bis flachwelligen Gebiets, zum anderen seine spezifischen klimatischen Bedingungen im Übergangsbereich zwischen mildem maritimen und kontinentalem Klima. Teils sehr lange strenge Winter kennzeichnen das eher trockene Areal, das auf einer Höhe von 100 bis 102 Meter über dem Meeresniveau liegt. Allerdings wird die niedrige durchschnittliche Niederschlagsmenge von 600 mm/Jahr durch die Feuchtigkeitszufuhr der angrenzenden Borzichower Seen etwas ausgeglichen. Die durchschnittliche Jahresmitteltemperatur liegt bei 6,7°C, die Vegetationsperiode beträgt rund 200 Tage im Jahr.

### Jahrestagung der Deutschen Dendrologischen Gesellschaft 1911
Im August 1911 führte die Deutsche Dendrologische Gesellschaft ihre Jahrestagung in Danzig durch und besuchte das Arboretum. Bei der Führung durch das Gelände unterstrich der inzwischen amtierende Oberförster Marter den guten Wuchs der Douglastannenhorste und bedauerte, dass von den Hickoryarten, dem Trompetenbaum, Tulpenbaum (offizieller Staatsbaum der US-Bundesstaaten Kentucky, Indiana und Tennessee) und der Zelkowa nur noch traurige Reste vorhanden seien. Der Königliche Garteninspektor und Geschäftsführer der Gesellschaft Ludwig Beissner schrieb in den Mitteilungen der Gesellschaft:

„Wir erreichen nun Bordzichow, wo im Dorfwirtshaus das Mittagessen eingenommen wird, und dann wird die Besichtigung der hochinteressanten forstlichen Bestände mit Ausländern fortgesetzt. Sie bieten jedenfalls das Interessanteste, Lehrreichste was wir auf diesem Gebiet bisher sahen. Prächtig entwickelte Exoten sehen wir im Forstgarten und Pflanzgarten, […]. Auf einem Plateau im Walde, vor dem sich der große Bordzichower-See mit Waldumrahmung ausbreitet, ein großartig schönes Landschaftsbild, wurde der Kaffee eingenommen […].“

### Stillstand bis und Wiederbelebung nach 1950
In der Zeit der und zwischen den beiden Weltkriegen stand die Entwicklung des Arboretums wahrscheinlich weitgehend still, jedenfalls sind aus dieser Zeit kaum Angaben bekannt. Messungen wurden nur noch sehr vereinzelt durchgeführt und die Pflegemaßnahmen reduziert. Erst in den 1950er-Jahren wurden, nunmehr unter polnischer Verwaltung, neue Pflanzen gesetzt und Aufnahmen durchgeführt, die einen Bestand von 90 Laubbaum- und 140 Nadelbaumarten ergaben. Der Forstleiter Kazimierz Szulisławski legte einen neuen Weg mit exotischen Bäumen an und der ihm folgende Leiter der Forstkommission Wirty, Józef Pozorski, schuf einen alpinen Steingarten am Teich des Arboretums. In den Jahren 1974/75 wurde mit der Bildung neuer experimenteller Douglasbereiche an die Arbeiten von Puttrich und Schwappach angeknüpft. 1984 nahm das Arboretum die Zusammenarbeit mit dem Institut für Dendrologie (Instytut Dendrologii w Kórniku) der Polnischen Akademie der Wissenschaften in Kórnik auf. Die Zusammenarbeit führte zur Einrichtung neuer Versuchsflächen, insbesondere mit der Pflanzung von Pseudotsuga menziesii, Pinus ponderosa, Abies procera, ostasiatischer Larix gmelinii und nordamerikanischen Gehölzen wie Pinus strobus, Abies grandis, Tsuga canadensis, Pinus jeffreyi, Picea rubens, Pinus rigida sowie Picea mariana.
1986 wurde das Arboretum für den Besucherverkehr geöffnet. 2005 erhielt das Arboretum zudem den Status eines Botanischen Gartens und 2006 nahm es die Zusammenarbeit mit der Landwirtschaftlichen Akademie in Stettin auf. Im gleichen Jahr wurde neben dem Haupteingang eine neue Pförtnerloge errichtet. Die Wege wurden planiert und befestigt und ein neuer, 2340 Meter langer Zaun angelegt.

## Wissenschafts-, Ausbildungs- und Erholungszentrum
Von den ursprünglich dreißig Versuchsflächen blieben zwölf bis heute erhalten. Das Arboretum versammelt auf einer Fläche von 33,61 Hektar über 700 verschiedene Baum- und Straucharten. Als Besonderheit bietet das Arboretum als einzige Anlage in Polen ein Exemplar Juglans × intermedia Carr. (Schwarznusshybride). Mit dem 1990 erbauten Gewächshaus, einer Samenbank und einem 2006 eröffneten Unterrichtsgebäude stellt sich das Arboretum Wirty inzwischen als modernes naturwissenschaftliches Forschungs-, Aufzuchts- und Ausbildungszentrum dar, das einen Schwerpunkt auf die Vermittlung ökologischer Aspekte legt. 2011 fand im Arboretum die vierte Internationale Konferenz der Botanischen Gärten aus dem Ostseeraum statt. Ein 2,5 Kilometer langer Lehrpfad mit Informationstafeln vermittelt die Geschichte der Anlage und die Besonderheiten der Pflanzungen. Rund 15.000 Kinder und Jugendliche lernen jährlich unter der Anleitung von Förstern den Wald kennen. Zudem dient die Anlage mit Spazier- und Wanderwegen sowie Aussichtspunkten als Erholungsgebiet.
Berühmte Besucher waren unter anderem 2009 Polens ehemaliger Präsident Lech Wałęsa, der eine Stieleiche pflanzte. 2005 steckte Bischof Edward Janiak eine Eiche, deren Samen Papst Johannes Paul II. gesegnet hatte.